# Sulho Ranta
Sulho Ranta (ur. 15 sierpnia 1901 w Peräseinäjoki, zm. 5 maja 1960 w Helsinkach) – fiński kompozytor.

## Życiorys
W latach 1921–1925 studiował kompozycję w Akademii Muzycznej w Helsinkach, gdzie jego nauczycielem był Erkki Melartin. Następnie przebywał w Niemczech, Włoszech i Francji. Po powrocie do Finlandii w latach 1925–1932 był nauczycielem i dyrygentem teatralnym w Wyborgu. Działał też jako krytyk muzyczny. Od 1934 do 1956 roku był wykładowcą Akademii Muzycznej w Helsinkach.

## Twórczość
Jako kompozytor próbował zerwać z idiomem neoromantycznym, wprowadzając na grunt fiński idee artystyczne impresjonizmu i ekspresjonizmu. Elementy fińskiego folkloru muzycznego łączył z wpływami czerpanymi z muzyki chińskiej i japońskiej. Opublikował prace poświęcone współczesnym kompozytorom fińskim Suomen säveltäijä (Helsinki 1945) i Sävelten taitureita (Helsinki 1947).

## Wybrane kompozycje
(na podstawie materiałów źródłowych)

### Utwory orkiestrowe
- rapsodia Terre inconnue na klarnet i orkiestrę (1928)
- 4 symfonie (I „Sinfonia programmarica” 1929–1931, II „Sinfonia piccola” 1931–1932, III „Sinfonia semplice” 1936, IV „Sinfonia dell’arte” 1947)
- Tuntematon maa na fortepian i orkiestrę (1930)
- 2 concertina (I na fortepian i smyczki 1932, II na flet, harfę, altówkę i smyczki 1934)
- suita Kainuun kuvia (1933)
- Koncert na orkiestrę (1938)
- Pieni karjalainen sarja (1940)
- wariacje symfoniczne Kansansatu (1940)

### Utwory kameralne
- Trio fortepianowe (1923)
- Suite symphonique na flet, klarnet, róg, kwartet smyczkowy i fortepian (1926–1928)
- Concertino na kwartet smyczkowy (1935)

### Utwory wokalno-instrumentalne
- Oratorio volgare na solistów, chór i orkiestrę (1951)
- Eksyneitten legioonalaisten rukous na 8 solistów, chór i orkiestrę (1956)

### Balet
- Kirsikankukkia (1929)